# J2 League 2019
La J2 League 2019, también conocida como Meiji Yasuda J2 League 2019 por motivos de patrocinio, fue la vigesimoprimera temporada de la J2 League. Contó con la participación de veintidós equipos. El torneo comenzó el 24 de febrero y terminó el 24 de noviembre de 2019.
Los nuevos participantes fueron, por un lado, los equipos descendidos de la J1 League: Kashiwa Reysol, que había ascendido en la temporada 2010, y V-Varen Nagasaki, cuya última oportunidad en la J2 League había sido en 2017. Por otro lado, los que ascendieron de la J3 League: F.C. Ryukyu y Kagoshima United, quienes hicieron su debut en el campeonato.
El campeón fue Kashiwa Reysol, por lo que ascendió a Primera División. Por otra parte, salió subcampeón Yokohama F.C., quien también ganó su derecho a disputar la J1 League.

## Ascensos y descensos
| Pos | Ascendidos a la J1 League 2019 |
| --- | ------------------------------ |
| 1.º | Matsumoto Yamaga               |
| 2.º | Oita Trinita                   |

| Pos  | Descendidos de la J1 League 2018 |
| ---- | -------------------------------- |
| 17.º | Kashiwa Reysol                   |
| 18.º | V-Varen Nagasaki                 |

| Pos  | Descendidos de la J2 League 2018 |
| ---- | -------------------------------- |
| 21.º | Roasso Kumamoto                  |
| 22.º | Kamatamare Sanuki                |

| Torneo | Ascendidos a la J2 League 2019 |
| ------ | ------------------------------ |
| J3     | F.C. Ryukyu                    |
| J3     | Kagoshima United               |

## Equipos temporada 2019
| Equipo              | Ciudad               | Estadio                          | Capacidad |
| ------------------- | -------------------- | -------------------------------- | --------- |
| Albirex Niigata     | Niigata              | Denka Big Swan Stadium           | 42 300    |
| Avispa Fukuoka      | Fukuoka              | Estadio Level-5                  | 22 563    |
| Ehime               | Matsuyama            | Estadio Ningineer                | 11 609    |
| Fagiano Okayama     | Okayama              | Estadio City Light               | 20 000    |
| FC Gifu             | Gifu                 | Estadio Gifu Nagaragawa          | 31 000    |
| JEF United Chiba    | Chiba                | Fukuda Denshi Arena              | 19 781    |
| Kagoshima United FC | Kagoshima            | Estadio Kagoshima Kamoike        | 5386      |
| Kashiwa Reysol      | Kashiwa              | Hitachi Kashiwa Soccer Stadium   | 15 900    |
| Kyoto Sanga         | Kioto                | Estadio Nishikyogoku             | 20 588    |
| Machida Zelvia      | Machida (Tokio)      | Estadio de Atletismo de Machida  | 8900      |
| Mito HollyHock      | Mito (Ibaraki)       | Estadio K's denki Mito           | 12 000    |
| Montedio Yamagata   | Yamagata             | Estadio ND Soft Yamagata         | 20 315    |
| Omiya Ardija        | Ōmiya                | NACK5 Stadium Ōmiya              | 15 500    |
| Renofa Yamaguchi    | Yamaguchi            | Estadio Parque Yamaguchi Ishin   | 20 000    |
| FC Ryūkyū           | Okinawa              | Estadio de Atletismo de Okinawa  | 25 000    |
| Tochigi SC          | Utsonomiya (Tochigi) | Tochigi Green Stadium            | 18 000    |
| Tokushima Vortis    | Tokushima            | Estadio Pocarisweat              | 20 000    |
| Tokyo Verdy         | Tokio                | Estadio Ajinomoto                | 50 000    |
| Ventforet Kofu      | Kōfu                 | Yamanashi Chuo Bank Stadium      | 17 000    |
| V-Varen Nagasaki    | Nagasaki             | Estadio de Atletismo de Nagasaki | 15 419    |
| Yokohama FC         | Yokohama             | Estadio Mitsuzawa                | 15 046    |
| Zweigen Kanazawa    | Kanazawa             | Estadio de Atletismo de Ishikawa | 20 000    |

## Reglamento de juego
El torneo se disputará en un formato de todos contra todos a ida y vuelta, de manera tal que cada equipo deberá jugar un partido de local y uno de visitante contra sus otros veintiún contrincantes. Una victoria se puntuará con tres unidades, mientras que el empate valdrá un punto y la derrota, ninguno.
Para desempatar se utilizarán los siguientes criterios:
1. Puntos
2. Diferencia de goles
3. Goles anotados
4. Resultados entre los equipos en cuestión
5. Desempate o sorteo

Los dos equipos con más puntos al final del campeonato ascenderán a la J1 League 2020.
El tercer ascenso será determinado por un torneo reducido entre los equipos ubicados de la 3.ª a la 6.ª posición junto con el que termine 16.º en la J1 League 2019, aunque los participantes podrán variar si es que alguno de ellos no posee licencia para disputar la J1 League. En la primera ronda jugarán el tercero contra el sexto por un lado y el cuarto contra el quinto por el otro; el mejor clasificado en la temporada será local. En la segunda ronda, se cruzarán los ganadores de estos encuentros. En caso de empate en los 90 minutos, el club con mejor colocación en la J2 League avanzará de ronda. Ya en la final del reducido, comenzará su participación el equipo de Primera División, en cuyo estadio se definirá el ascenso o permanencia en la J1 League, frente al vencedor de la segunda ronda. En caso de empate en los 90 minutos, el club de la J1 League conservará la categoría.
Los dos últimos de la tabla de posiciones descenderán automáticamente a la J3 League 2020, siempre y cuando los dos primeros de este torneo tengan licencia para disputar la J2 League o no sean equipos filiales.

## Tabla de posiciones
| Pos. | Equipo             | Pts. | PJ | G  | E  | P  | GF | GC | Dif. | Ascenso o descenso          |
| ---- | ------------------ | ---- | -- | -- | -- | -- | -- | -- | ---- | --------------------------- |
| 1    | Kashiwa Reysol (C) | 84   | 42 | 25 | 9  | 8  | 85 | 33 | +52  | Ascendido a J1 League 2020  |
| 2    | Yokohama F.C.      | 79   | 42 | 23 | 10 | 9  | 66 | 40 | +26  | Ascendido a J1 League 2020  |
| 3    | Omiya Ardija       | 75   | 42 | 20 | 15 | 7  | 62 | 40 | +22  | Promoción J1/J2             |
| 4    | Tokushima Vortis   | 73   | 42 | 21 | 10 | 11 | 67 | 45 | +22  | Promoción J1/J2             |
| 5    | Ventforet Kofu     | 71   | 42 | 20 | 11 | 11 | 64 | 40 | +24  | Promoción J1/J2             |
| 6    | Montedio Yamagata  | 70   | 42 | 20 | 10 | 12 | 59 | 40 | +19  | Promoción J1/J2             |
| 7    | Mito HollyHock     | 70   | 42 | 19 | 13 | 10 | 56 | 37 | +19  |                             |
| 8    | Kyoto Sanga        | 68   | 42 | 19 | 11 | 12 | 59 | 56 | +3   |                             |
| 9    | Fagiano Okayama    | 65   | 42 | 18 | 11 | 13 | 49 | 47 | +2   |                             |
| 10   | Albirex Niigata    | 62   | 42 | 17 | 11 | 14 | 71 | 52 | +19  |                             |
| 11   | Zweigen Kanazawa   | 61   | 42 | 15 | 16 | 11 | 58 | 46 | +12  |                             |
| 12   | V-Varen Nagasaki   | 56   | 42 | 17 | 5  | 20 | 57 | 61 | −4   |                             |
| 13   | Tokyo Verdy        | 55   | 42 | 14 | 13 | 15 | 59 | 59 | 0    |                             |
| 14   | F.C. Ryukyu        | 49   | 42 | 13 | 10 | 19 | 57 | 80 | −23  |                             |
| 15   | Renofa Yamaguchi   | 47   | 42 | 13 | 8  | 21 | 54 | 70 | −16  |                             |
| 16   | Avispa Fukuoka     | 44   | 42 | 12 | 8  | 22 | 39 | 62 | −23  |                             |
| 17   | JEF United Chiba   | 43   | 42 | 10 | 13 | 19 | 46 | 64 | −18  |                             |
| 18   | Machida Zelvia     | 43   | 42 | 9  | 16 | 17 | 36 | 59 | −23  |                             |
| 19   | Ehime F.C.         | 42   | 42 | 12 | 6  | 24 | 46 | 62 | −16  |                             |
| 20   | Tochigi S.C.       | 40   | 42 | 8  | 16 | 18 | 33 | 53 | −20  |                             |
| 21   | Kagoshima United   | 40   | 42 | 11 | 7  | 24 | 41 | 73 | −32  | Descendido a J3 League 2020 |
| 22   | F.C. Gifu          | 30   | 42 | 7  | 9  | 26 | 33 | 78 | −45  | Descendido a J3 League 2020 |

 Fuente: J. League Data Site: 2019 MEIJI YASUDA J2 LEAGUE League table
Criterios de clasificación: 1) puntos; 2) diferencia de goles; 3) número de goles marcados; 4) resultados entre los equipos en cuestión.

## Evolución
| Equipo/Jornada                         | 1  | 2  | 3  | 4  | 5  | 6  | 7  | 8  | 9  | 10 | 11 | 12 | 13 | 14 | 15 | 16 | 17 | 18 | 19 | 20 | 21 | 22 | 23 | 24 | 25 | 26 | 27 | 28 | 29 | 30 | 31 | 32 | 33 | 34 | 35 | 36 | 37 | 38 | 39 | 40 | 41 | 42 |
| -------------------------------------- | -- | -- | -- | -- | -- | -- | -- | -- | -- | -- | -- | -- | -- | -- | -- | -- | -- | -- | -- | -- | -- | -- | -- | -- | -- | -- | -- | -- | -- | -- | -- | -- | -- | -- | -- | -- | -- | -- | -- | -- | -- | -- |
| Kashiwa Reysol                         | 4  | 3  | 3  | 2  | 2  | 4  | 3  | 4  | 4  | 5  | 5  | 7  | 6  | 6  | 6  | 7  | 7  | 7  | 6  | 5  | 3  | 3  | 2  | 2  | 1  | 1  | 1  | 1  | 1  | 1  | 1  | 1  | 1  | 1  | 1  | 1  | 1  | 1  | 1  | 1  | 1  | 1  |
| Yokohama FC                            | 18 | 21 | 17 | 19 | 13 | 18 | 12 | 12 | 15 | 12 | 12 | 14 | 14 | 12 | 13 | 12 | 11 | 14 | 14 | 13 | 12 | 9  | 8  | 7  | 6  | 4  | 5  | 4  | 4  | 2  | 2  | 3  | 3  | 3  | 3  | 4  | 3  | 2  | 3  | 2  | 2  | 2  |
| Omiya Ardija                           | 9  | 15 | 9  | 13 | 16 | 10 | 7  | 7  | 3  | 2  | 3  | 3  | 3  | 3  | 3  | 5  | 3  | 2  | 2  | 2  | 5  | 4  | 5  | 5  | 4  | 3  | 3  | 2  | 3  | 4  | 5  | 6  | 5  | 2  | 2  | 3  | 4  | 3  | 2  | 3  | 3  | 3  |
| Tokushima Vortis                       | 16 | 11 | 14 | 17 | 17 | 15 | 9  | 11 | 11 | 14 | 14 | 10 | 12 | 14 | 16 | 14 | 12 | 11 | 10 | 9  | 9  | 11 | 10 | 12 | 9  | 11 | 12 | 10 | 9  | 9  | 8  | 9  | 9  | 9  | 9  | 8  | 7  | 5  | 5  | 6  | 5  | 4  |
| Ventforet Kofu                         | 8  | 4  | 4  | 3  | 3  | 3  | 1  | 2  | 5  | 3  | 4  | 4  | 7  | 4  | 4  | 3  | 4  | 4  | 4  | 6  | 6  | 6  | 7  | 9  | 8  | 7  | 7  | 7  | 7  | 7  | 7  | 8  | 8  | 8  | 6  | 7  | 9  | 8  | 8  | 7  | 6  | 5  |
| Montedio Yamagata                      | 22 | 12 | 6  | 5  | 5  | 5  | 5  | 1  | 2  | 4  | 2  | 2  | 1  | 1  | 2  | 1  | 2  | 1  | 1  | 1  | 1  | 2  | 4  | 4  | 5  | 6  | 4  | 6  | 5  | 6  | 4  | 2  | 2  | 4  | 4  | 2  | 2  | 4  | 4  | 4  | 4  | 6  |
| Mito HollyHock                         | 5  | 1  | 2  | 4  | 4  | 2  | 2  | 3  | 1  | 1  | 1  | 1  | 2  | 2  | 1  | 2  | 1  | 3  | 3  | 3  | 4  | 5  | 3  | 3  | 3  | 5  | 6  | 5  | 6  | 5  | 3  | 5  | 4  | 6  | 7  | 5  | 6  | 6  | 6  | 4  | 8  | 7  |
| Kyoto Sanga                            | 8  | 6  | 5  | 8  | 7  | 7  | 11 | 8  | 7  | 9  | 9  | 6  | 5  | 5  | 5  | 4  | 5  | 5  | 5  | 4  | 2  | 1  | 1  | 1  | 2  | 2  | 2  | 3  | 2  | 3  | 6  | 4  | 6  | 5  | 5  | 6  | 5  | 9  | 9  | 8  | 7  | 8  |
| Fagiano Okayama                        | 18 | 12 | 15 | 10 | 6  | 6  | 10 | 10 | 11 | 8  | 8  | 11 | 12 | 11 | 11 | 10 | 8  | 8  | 9  | 11 | 10 | 7  | 6  | 6  | 7  | 8  | 9  | 9  | 10 | 10 | 9  | 7  | 7  | 7  | 8  | 9  | 8  | 7  | 7  | 9  | 9  | 9  |
| Albirex Niigata                        | 8  | 5  | 8  | 6  | 8  | 13 | 8  | 9  | 10 | 11 | 10 | 8  | 10 | 13 | 15 | 16 | 14 | 13 | 13 | 12 | 11 | 12 | 13 | 13 | 13 | 9  | 10 | 12 | 13 | 13 | 13 | 13 | 13 | 12 | 12 | 11 | 12 | 11 | 11 | 10 | 11 | 10 |
| Zweigen Kanazawa                       | 9  | 16 | 19 | 11 | 15 | 9  | 6  | 6  | 8  | 7  | 6  | 5  | 4  | 7  | 8  | 8  | 9  | 9  | 7  | 8  | 7  | 8  | 11 | 10 | 10 | 10 | 8  | 8  | 8  | 8  | 10 | 10 | 10 | 11 | 11 | 12 | 10 | 10 | 10 | 11 | 10 | 11 |
| V-Varen Nagasaki                       | 6  | 7  | 10 | 14 | 11 | 17 | 20 | 20 | 13 | 10 | 10 | 12 | 9  | 8  | 7  | 6  | 6  | 6  | 8  | 7  | 8  | 10 | 9  | 8  | 10 | 12 | 11 | 13 | 12 | 11 | 11 | 11 | 11 | 10 | 10 | 10 | 11 | 12 | 12 | 12 | 12 | 12 |
| Tokyo Verdy                            | 18 | 20 | 16 | 18 | 18 | 14 | 15 | 16 | 17 | 18 | 16 | 13 | 11 | 10 | 10 | 11 | 13 | 12 | 12 | 10 | 14 | 13 | 12 | 11 | 12 | 13 | 13 | 11 | 11 | 12 | 12 | 12 | 12 | 13 | 13 | 13 | 13 | 13 | 13 | 13 | 13 | 13 |
| Ryukyu F.C.                            | 1  | 2  | 1  | 1  | 1  | 1  | 4  | 5  | 6  | 6  | 7  | 9  | 8  | 9  | 9  | 9  | 10 | 10 | 11 | 14 | 13 | 14 | 14 | 14 | 15 | 17 | 15 | 16 | 16 | 19 | 15 | 16 | 15 | 14 | 15 | 15 | 15 | 15 | 15 | 15 | 14 | 14 |
| Renofa Yamaguchi                       | 17 | 22 | 12 | 16 | 21 | 20 | 21 | 21 | 19 | 15 | 17 | 20 | 19 | 20 | 21 | 20 | 20 | 19 | 17 | 16 | 15 | 15 | 15 | 15 | 16 | 14 | 16 | 14 | 15 | 15 | 16 | 14 | 14 | 15 | 14 | 14 | 14 | 14 | 14 | 14 | 15 | 15 |
| Avispa Fukuoka                         | 21 | 17 | 20 | 22 | 20 | 22 | 18 | 17 | 20 | 17 | 18 | 18 | 20 | 21 | 19 | 18 | 21 | 21 | 21 | 21 | 21 | 19 | 21 | 19 | 19 | 19 | 18 | 19 | 19 | 17 | 19 | 18 | 18 | 18 | 18 | 18 | 18 | 18 | 18 | 18 | 18 | 16 |
| JEF United Chiba                       | 8  | 18 | 22 | 21 | 22 | 19 | 13 | 15 | 16 | 19 | 19 | 15 | 17 | 15 | 14 | 15 | 16 | 15 | 15 | 18 | 18 | 17 | 16 | 16 | 14 | 15 | 17 | 17 | 17 | 16 | 18 | 17 | 17 | 17 | 17 | 17 | 17 | 17 | 17 | 16 | 16 | 17 |
| Machida Zelvia                         | 5  | 14 | 18 | 20 | 8  | 14 | 14 | 9  | 13 | 13 | 16 | 15 | 16 | 12 | 13 | 15 | 16 | 16 | 15 | 16 | 16 | 17 | 17 | 18 | 18 | 19 | 20 | 18 | 18 | 17 | 19 | 19 | 19 | 19 | 19 | 19 | 19 | 19 | 19 | 19 | 19 | 18 |
| Ehime FC                               | 7  | 7  | 11 | 9  | 10 | 16 | 19 | 13 | 14 | 16 | 15 | 17 | 21 | 17 | 17 | 19 | 17 | 17 | 19 | 17 | 17 | 18 | 18 | 18 | 17 | 16 | 14 | 15 | 14 | 14 | 14 | 15 | 16 | 16 | 16 | 16 | 16 | 16 | 16 | 17 | 17 | 19 |
| Tochigi SC                             | 10 | 19 | 21 | 15 | 12 | 12 | 17 | 18 | 18 | 20 | 20 | 18 | 19 | 18 | 17 | 19 | 20 | 20 | 20 | 20 | 20 | 20 | 20 | 21 | 20 | 21 | 21 | 21 | 21 | 21 | 21 | 21 | 21 | 21 | 21 | 21 | 21 | 21 | 21 | 21 | 21 | 20 |
| Kagoshima United                       | 3  | 10 | 13 | 12 | 18 | 21 | 22 | 22 | 22 | 22 | 22 | 21 | 16 | 18 | 20 | 21 | 18 | 18 | 18 | 19 | 19 | 20 | 19 | 20 | 21 | 20 | 20 | 18 | 20 | 20 | 20 | 20 | 20 | 20 | 20 | 20 | 20 | 20 | 20 | 20 | 20 | 21 |
| Gifu F.C.                              | 2  | 8  | 7  | 7  | 9  | 11 | 16 | 19 | 21 | 21 | 21 | 19 | 22 | 22 | 22 | 22 | 22 | 22 | 22 | 22 | 22 | 22 | 22 | 22 | 22 | 22 | 22 | 22 | 22 | 22 | 22 | 22 | 22 | 22 | 22 | 22 | 22 | 22 | 22 | 22 | 22 | 22 |
| Actualizado el 23 de noviembre de 2019 |    |    |    |    |    |    |    |    |    |    |    |    |    |    |    |    |    |    |    |    |    |    |    |    |    |    |    |    |    |    |    |    |    |    |    |    |    |    |    |    |    |    |

## Resultados
| Local \ Visitante | ALB | ARD | AVI | EHI | FAG | GIF | HOL | JEF | KAG | MON | REN | REY | RYU | SAN  | TOC | VEN | VER | VOR | VVA | YFC | ZEL | ZWE |
| ----------------- | --- | --- | --- | --- | --- | --- | --- | --- | --- | --- | --- | --- | --- | ---- | --- | --- | --- | --- | --- | --- | --- | --- |
| Albirex Niigata   | —   | 2–1 | 0–1 | 2–3 | 0–3 | 2–0 | 3–0 | 2–1 | 6–0 | 2–2 | 2–0 | 0–1 | 4–0 | 3–1  | 2–0 | 0–2 | 1–1 | 4–0 | 2–1 | 0–2 | 1–0 | 2–3 |
| Omiya Ardija      | 1–1 | —   | 3–0 | 2–1 | 2–1 | 2–1 | 1–1 | 2–1 | 6–0 | 3–2 | 1–0 | 2–1 | 3–4 | 3–1  | 0–0 | 0–0 | 2–0 | 2–3 | 3–0 | 2–1 | 1–1 | 0–0 |
| Avispa Fukuoka    | 2–1 | 1–1 | —   | 3–0 | 1–1 | 1–3 | 1–1 | 0–1 | 2–1 | 0–1 | 2–4 | 1–1 | 0–1 | 0–1  | 2–1 | 0–3 | 2–0 | 0–1 | 0–0 | 0–2 | 0–2 | 0–2 |
| Ehime F.C.        | 0–1 | 5–1 | 1–2 | —   | 2–0 | 2–0 | 0–1 | 0–0 | 0–3 | 0–0 | 2–1 | 3–1 | 1–2 | 0–2  | 3–2 | 1–1 | 1–0 | 0–1 | 0–1 | 1–2 | 2–0 | 0–2 |
| Fagiano Okayama   | 3–3 | 0–1 | 2–1 | 1–0 | —   | 2–0 | 0–1 | 0–0 | 2–1 | 1–0 | 1–1 | 0–4 | 1–0 | 3–0  | 1–0 | 1–1 | 1–1 | 2–1 | 2–1 | 0–1 | 0–3 | 2–1 |
| F.C. Gifu         | 1–3 | 0–0 | 0–2 | 2–0 | 2–1 | —   | 0–1 | 2–2 | 0–0 | 2–0 | 1–1 | 0–4 | 2–1 | 1–1  | 0–0 | 1–3 | 1–2 | 0–7 | 0–4 | 1–1 | 1–2 | 2–3 |
| Mito HollyHock    | 0–0 | 2–3 | 4–2 | 2–0 | 1–0 | 1–0 | —   | 1–1 | 1–0 | 3–1 | 0–1 | 0–0 | 3–1 | 3–0  | 3–0 | 1–1 | 1–2 | 1–1 | 2–1 | 1–1 | 1–1 | 3–1 |
| JEF United Chiba  | 1–4 | 0–0 | 3–0 | 2–3 | 0–0 | 5–1 | 2–1 | —   | 2–1 | 1–4 | 2–5 | 0–3 | 1–0 | 1–1  | 0–1 | 0–3 | 0–0 | 1–1 | 1–4 | 1–3 | 1–2 | 2–1 |
| Kagoshima United  | 1–3 | 0–2 | 0–1 | 4–2 | 0–0 | 1–0 | 1–0 | 2–1 | —   | 0–3 | 0–0 | 2–1 | 1–0 | 0–1  | 2–0 | 0–1 | 3–1 | 4–3 | 1–2 | 1–2 | 0–1 | 0–3 |
| Montedio Yamagata | 2–0 | 1–0 | 1–2 | 3–0 | 1–0 | 2–0 | 1–0 | 3–1 | 1–0 | —   | 0–1 | 0–1 | 1–1 | 0–1  | 2–0 | 0–1 | 2–1 | 3–1 | 1–3 | 0–0 | 1–2 | 0–0 |
| Renofa Yamaguchi  | 2–2 | 2–2 | 2–0 | 2–1 | 1–2 | 4–0 | 1–0 | 3–2 | 1–0 | 2–3 | —   | 1–2 | 1–2 | 1–0  | 0–1 | 2–5 | 2–3 | 1–2 | 0–4 | 1–1 | 3–0 | 0–2 |
| Kashiwa Reysol    | 1–1 | 1–1 | 4–0 | 2–1 | 0–1 | 1–0 | 2–3 | 2–0 | 3–0 | 3–4 | 4–1 | —   | 5–1 | 13–1 | 0–0 | 4–2 | 3–0 | 1–0 | 3–0 | 0–0 | 1–0 | 1–0 |
| F.C. Ryukyu       | 2–1 | 2–3 | 3–1 | 2–0 | 0–2 | 1–2 | 1–0 | 0–2 | 2–1 | 3–3 | 2–2 | 1–1 | —   | 0–3  | 3–0 | 2–5 | 1–5 | 2–1 | 3–2 | 1–3 | 1–1 | 1–1 |
| Kyoto Sanga       | 0–0 | 3–2 | 1–1 | 2–2 | 2–1 | 2–1 | 2–2 | 1–0 | 2–1 | 0–1 | 2–0 | 0–1 | 2–2 | —    | 2–2 | 0–1 | 4–0 | 0–0 | 1–0 | 3–0 | 2–0 | 2–1 |
| Tochigi S.C.      | 2–1 | 0–0 | 0–1 | 1–2 | 1–1 | 1–1 | 0–3 | 0–0 | 3–1 | 0–0 | 2–1 | 1–2 | 0–2 | 1–2  | —   | 1–0 | 0–0 | 1–1 | 1–3 | 0–1 | 0–0 | 0–0 |
| Ventforet Kofu    | 1–1 | 1–0 | 2–0 | 1–0 | 1–2 | 2–0 | 1–2 | 1–2 | 1–1 | 2–2 | 0–1 | 1–1 | 2–0 | 1–0  | 1–1 | —   | 0–2 | 0–1 | 2–0 | 2–1 | 3–0 | 1–1 |
| Tokyo Verdy       | 1–1 | 0–0 | 3–2 | 3–2 | 1–2 | 5–1 | 0–0 | 1–1 | 3–3 | 0–0 | 4–0 | 2–0 | 1–1 | 1–4  | 2–3 | 2–1 | —   | 1–2 | 2–1 | 2–3 | 1–0 | 2–1 |
| Tokushima Vortis  | 1–0 | 0–1 | 2–1 | 1–1 | 2–1 | 1–0 | 2–1 | 1–1 | 5–2 | 1–1 | 3–0 | 1–2 | 6–1 | 2–1  | 3–2 | 0–2 | 1–1 | —   | 1–1 | 0–1 | 1–0 | 2–0 |
| V-Varen Nagasaki  | 3–2 | 0–1 | 1–0 | 1–4 | 2–3 | 1–3 | 0–1 | 0–2 | 0–0 | 1–2 | 2–2 | 1–2 | 3–2 | 1–0  | 0–1 | 1–0 | 2–1 | 1–0 | —   | 1–0 | 3–2 | 2–4 |
| Yokohama F.C.     | 1–2 | 0–0 | 1–1 | 2–0 | 5–1 | 2–0 | 0–0 | 3–1 | 5–1 | 0–2 | 4–1 | 1–0 | 2–1 | 1–3  | 2–1 | 3–2 | 2–1 | 1–2 | 2–0 | —   | 1–1 | 3–2 |
| Machida Zelvia    | 3–3 | 0–1 | 0–2 | 1–0 | 1–1 | 0–0 | 0–2 | 1–1 | 0–0 | 0–3 | 1–0 | 0–3 | 0–0 | 2–2  | 2–2 | 1–1 | 1–0 | 0–3 | 2–2 | 0–0 | —   | 2–3 |
| Zweigen Kanazawa  | 2–1 | 1–1 | 1–1 | 0–0 | 1–1 | 2–1 | 2–2 | 1–0 | 1–2 | 1–0 | 1–0 | 0–0 | 2–2 | 1–1  | 1–1 | 2–3 | 1–1 | 0–0 | 0–1 | 1–0 | 6–1 | —   |

## Promoción J1/J2
En las dos primeras rondas de los Play-Offs J.League J1 / J2 2019 (2019 J1 参 入 プ レ ー オ フ), si el marcador está empatado después de 90 minutos, no se juega tiempo extra y el ganador es el equipo con el mejor ranking de la Liga J2 . En el partido final contra el equipo J1, si el marcador está empatado después de 90 minutos, no se juega tiempo extra y el equipo J1 gana.

### Cuadro de desarrollo
|  | Primera ronda  | Primera ronda     | Primera ronda  |                   |      | Segunda ronda    | Segunda ronda  | Segunda ronda   |   |  | Final           | Final           | Final           |  |
|  | 1 de diciembre | 1 de diciembre    | 1 de diciembre |                   |      | 8 de diciembre   | 8 de diciembre | 8 de diciembre  |   |  | 14 de diciembre | 14 de diciembre | 14 de diciembre |  |
|  |                |                   |                |                   |      |                  |                |                 |   |  |                 |                 |                 |  |
|  |                |                   |                |                   |      |                  |                |                 |   |  |                 |                 |                 |  |
|  |                |                   |                |                   |      |                  |                |                 |   |  |                 |                 |                 |  |
|  |                |                   |                |                   |      |                  |                |                 |   |  |                 |                 |                 |  |
|  |                |                   |                |                   |      |                  |                |                 |   |  |                 |                 |                 |  |
|  |                |                   |                |                   |      |                  |                |                 |   |  |                 |                 |                 |  |
|  |                |                   |                |                   |      |                  |                |                 |   |  |                 |                 |                 |  |
|  |                |                   |                |                   |      |                  |                |                 |   |  |                 |                 |                 |  |
|  |                |                   |                |                   |      |                  |                |                 |   |  |                 |                 |                 |  |
|  |                |                   |                |                   |      |                  |                |                 |   |  |                 |                 |                 |  |
|  |                |                   |                |                   |      |                  |                |                 |   |  |                 |                 |                 |  |
|  |                |                   |                |                   |      |                  | J1 16          | Shonan Bellmare | 1 |  |                 |                 |                 |  |
|  |                |                   |                |                   |      |                  |                |                 | 1 |  |                 |                 |                 |  |
|  |                |                   | J2 4           | Tokushima Vortis  | 1    |                  |                |                 |   |  |                 |                 |                 |  |
|  | J2 3           | Omiya Ardija      | J2 4           | Tokushima Vortis  | 1    | 0                |                |                 |   |  |                 |                 |                 |  |
|  | J2 3           | Omiya Ardija      |                |                   |      |                  |                |                 |   |  |                 |                 |                 |  |
|  | J2 6           | Montedio Yamagata | 2              |                   |      |                  |                |                 |   |  |                 |                 |                 |  |
|  | J2 6           | Montedio Yamagata | 2              |                   | J2 4 | Tokushima Vortis | 1              |                 |   |  |                 |                 |                 |  |
|  |                |                   |                |                   | J2 4 | Tokushima Vortis | 1              |                 |   |  |                 |                 |                 |  |
|  |                |                   | J2 6           | Montedio Yamagata | 0    |                  |                |                 |   |  |                 |                 |                 |  |
|  | J2 4           | Tokushima Vortis  | J2 6           | Montedio Yamagata | 0    | 1                |                |                 |   |  |                 |                 |                 |  |
|  | J2 4           | Tokushima Vortis  |                |                   |      |                  |                |                 |   |  |                 |                 |                 |  |
|  | J2 5           | Ventforet Kofu    | 1              |                   |      |                  |                |                 |   |  |                 |                 |                 |  |
|  | J2 5           | Ventforet Kofu    | 1              |                   |      |                  |                |                 |   |  |                 |                 |                 |  |
|  |                |                   |                |                   |      |                  |                |                 |   |  |                 |                 |                 |  |

### Primera ronda
| 1 de diciembre de 2019, 13:08 (UTC+9) | Omiya Ardija | 0:2 (0:0) | Montedio Yamagata                    | Estadio NACK5 de Ōmiya, Saitama                             |                                                             |
|                                       |              | Reporte   | Shinozuka 73' (a.g.) · Yamagishi 82' | Asistencia: 10.942 espectadores Árbitro(s): Ryōsuke Yamaoka | Asistencia: 10.942 espectadores Árbitro(s): Ryōsuke Yamaoka |

| 1 de diciembre de 2019, 13:05 (UTC+9) | Tokushima Vortis | 1:1 (1:1) | Ventforet Kofu | Estadio Pocarisweat, Naruto                                |                                                            |
|                                       | Buijs 37'        | Reporte   | Utaka 39'      | Asistencia: 8.418 espectadores Árbitro(s): Akihiko Ikeuchi | Asistencia: 8.418 espectadores Árbitro(s): Akihiko Ikeuchi |

### Segunda ronda
| 8 de diciembre de 2019, 13:08 (UTC+9) | Tokushima Vortis | 1:0 (0:0) | Montedio Yamagata | Estadio Pocarisweat, Naruto                                    |                                                                |
|                                       | Kawata 53'       | Reporte   |                   | Asistencia: 10.376 espectadores Árbitro(s): Nobutsugu Murakami | Asistencia: 10.376 espectadores Árbitro(s): Nobutsugu Murakami |

### Final
| 14 de diciembre de 2019, 13:00 (UTC+9) | Shonan Bellmare | 1:1 (0:1) | Tokushima Vortis | Estadio Shonan BMW Hiratsuka, Hiratsuka                    |                                                            |
|                                        | Matsuda 64'     | Reporte   | Susuki 20'       | Asistencia: 13.814 espectadores Árbitro(s): Masaaki Iemoto | Asistencia: 13.814 espectadores Árbitro(s): Masaaki Iemoto |

## Campeón
|                                   |
|                                   |
| Campeón Kashiwa Reysol 2.º título |